# Pleasant Hill (Kalifornien)
Pleasant Hill ist eine Stadt im Contra Costa County im US-Bundesstaat Kalifornien, Vereinigte Staaten. Das U.S. Census Bureau hat bei der Volkszählung 2020 eine Einwohnerzahl von 34.613 ermittelt. Gegründet wurde die Stadt im Jahre 1961.

## Geografie
Das Stadtgebiet hat eine Größe von 18,4 km² und besitzt eine vielfältige Landschaft. 
In Pleasant Hill herrscht ein mediterranes Klima, die Sommer sind warm und trocken während es im Winter kalt und feucht ist.
Im Winter ist es unter 10 °C warm, im Sommer schwanken die Temperaturen zwischen 20 °C und teils über 30 °C. Bei extremen Hitzewellen kann es an einigen Stellen selten sogar an die 40 °C heiß werden. Ebenfalls selten ist Frost im Winter. Selten gibt es Sommernebel; im Winter aber ist es oftmals nebelig.

## Geschichte
Das erste Postamt öffnete 1947, gegründet wurde die Stadt jedoch erst 1961.

## Töchter und Söhne der Stadt
- Cindy Olavarri (* 1955), Radrennfahrerin